# Aethionectes
Aethionectes es un género de coleópteros adéfagos de la familia Dytiscidae.

## Especies
- Aethionectes bokumanus	Guignot 1956
- Aethionectes chilonarius	Guignot 1948
- Aethionectes flammulatus	Zimmermann 1928
- Aethionectes irroratus	Guignot 1952
- Aethionectes nigrosignatus	Kamerun
- Aethionectes oberthuri	Reg.
- Aethionectes optatus	Zimmermann 1928